# Bosanska krajina
Bosanska krajina (także Krajina) – kraina historyczno-geograficzna w Bośni i Hercegowinie.
W szerszym znaczeniu pokrywa się z granicami Turskiej Hrvatski. Leży w północno-zachodniej części kraju, w środkowym biegu rzeki Uny. Jej zachodnia część nosi nazwę Bihaćka krajina. Jej główne miasta to: Bihać, Bosanska Krupa i Cazin.
Jej odrębność ukształtowała się pomiędzy XV a XVII wiekiem. Pierwsza historyczna wzmianka o niej pochodzi z 1593 roku. W 1660 roku opisał ją turecki podróżnik Evliya Çelebi.